# Willy van de Kerkhof
Wilhelmus "Willy" van de Kerkhof (født 16. september 1951 i Helmond, Holland) er en tidligere hollandsk fodboldspiller, der som midtbanespiller var en del af det hollandske landshold, der i 1970'erne nåede to VM-finaler, samt vandt bronze ved EM i 1976.
Van de Kerkhof tiilbragte sin karriere, der strakte sig fra 1970 til 1988, hos klubberne FC Twente og PSV Eindhoven i sit hjemland. Med PSV vandt han seks hollandske mesterskaber, tre pokaltitler samt UEFA Cuppen i 1978 og Mesterholdenes Europa Cup i 1988.
Van de Kerkhofs tvillingebror, René van de Kerkhof, var også professionel fodboldspiller, og de to spillede sammen i både FC Twente og PSV Eindhoven, samt på det hollandske landshold. De blev begge i 2004 udvalgt til FIFA 100, en kåring af de 125 bedste nulevende fodboldspillere gennem historien.

## Landshold
Van de Kerkhof nåede i løbet af sin karriere at spille 47 kampe og score 5 mål for Hollands landshold, som han repræsenterede i årene mellem 1973 og 1982. Han var en del af det hollandske hold der vandt sølv ved både VM i 1974 i Vesttyskland og ved VM i 1978 i Argentina. Desuden var han med til blive nummer tre ved EM i 1976, og deltog også ved EM i 1980.

## Titler
Æresdivisionen
- 1975, 1976 og 1978, 1986, 1987 og 1988 med PSV Eindhoven

KNVB Cup
- 1974, 1976 og 1988 med PSV Eindhoven

Mesterholdenes Europa Cup
- 1988 med PSV Eindhoven

UEFA Cup
- 1978 med PSV Eindhoven